# .py
A .py Paraguay internetes legfelső szintű tartomány kódja, melyet 1991-ben hoztak létre.

## Második szintű tartománykódok
- org.py
- edu.py
- mil.py
- gov.py
- net.py
- com.py